# Казакастело (Авелино)
Казакастело је насеље у Италији у округу Авелино, региону Кампанија.
Према процени из 2011. у насељу је живело 73 становника. Насеље се налази на надморској висини од 203 м.